# Педогенез (зоология)
Педогене́з (др.-греч. παῖς «ребёнок» → παιδος «подросток» + γένεσις, γένεση «возникновение, зарождение») — разновидность партеногенеза, протекающая на стадии личинки или зародыша.

## История открытия
Первооткрывателем педогенеза считается русский зоолог Николай Петрович Вагнер, который в 1861 году описал партеногенетическое размножение личинок двукрылых насекомых из семейства галлиц Miastor metraloas. В исследовании он наблюдал, что вылупившиеся из яиц личинки некоторого вида галлиц без завершения метаморфоза приступали к своеобразному живорождению: дочерние личинки на ранних стадиях развивались в полости тела матери как эндопаразиты, питаясь её тканями и приводя её к гибели, после чего выходили во внешнюю среду. Такой цикл личиночного размножения последовательно осуществлялся несколько раз, что обеспечивало рост численности особей и колонизацию питательного субстрата. Перед сезоном лёта личинки прекращали размножаться партеногенезом, окукливались и развивались в крылатых имаго.
Открытие столкнулось со скептическим отношением со стороны некоторых авторитетных зоологов того времени, в частности Карл Зибольд, бывший в то время редактором Zeitschrift für wissenschaftliche Zoologie, отказал Вагнеру в публикации перевода статьи на немецкий. В течение нескольких следующих лет наблюдения Вагнера подтвердили Карл Бэр, Фредерик Мейнерт и Вальтер Кале на материале того же вида Miastor metraloas, а также на других видах галлиц (скорее всего, во всех случаях исследовали Heteropeza pygmaea) Александр Пагенштехер, Митрофан Степанович Ганин, Фредерик Мейнерт, Рудольф Лейкарт, Илья Ильич Мечников. В этих работах, в частности, была показана ошибочность исходного предположения Вагнера о том, что дочерние личинки галлиц образуются в результате трансформации жирового тела материнской особи: источником личинок оказались неоплодотворённые яйцеклетки.
Собственно термин «педогенез» в значении эмбрионального и личиночного партеногенеза предложил в 1865 году академик Императорской академии наук Карл Бэр, который стал одним из главных популяризаторов открытия Вагнера, использовав пример педогенеза для обоснования новых для того времени идей эпигенеза, противопоставленных концепции преформизма. В 1864 году Вагнер за открытие педогенеза был представлен к Демидовской награде Императорской Академии наук:31.

## Распространение явления
Среди насекомых педогенез описан в отрядах жесткокрылых (Micromalthus debilis), веерокрылых, чешуекрылых (в семействе мешочниц), двукрылых (представители семейств галлиц и журчалок). Кроме того, педогенез известен у гребневиков и паразитических плоских червей — трематод и моногеней (Gyrodactylus).

### Ветвистоусые раки
Педогенетическое размножение типично для хищных морских ветвистоусых раков (Cladocera) из семейства подонид (Podonidae). Как и у других кладоцер, в их жизненном цикле имеет место чередование партеногенеза и амфимиксиса, однако взрослая партеногенетическая самка подонид в своей выводковой камере может вынашивать эмбрионы, которые в свою очередь уже приступили к партеногенезу. 2-е поколение партеногенетических яиц или эмбрионов оказывается в выводковой камере эмбрионов 1-го поколения на стадии проявления у последних пигментации глаз. К моменту выхода особей 1-го поколения из выводковой камеры взрослой самки зародыши 2-го поколения достигают стадии бластулы. По-видимому, такая модификация жизненного цикла позволяет подонидам развивать рекордно высокие для морского зоопланктона темпы роста численности (время удвоения популяции оценивается в 1–2 дня или даже менее). Педогенезом объясняют наличие развивающихся зародышей в выводковых камерах даже у самых мелких самок подонид.
Кроме подонид, педогенез среди кладоцер описан только у одного экземпляра хищного вида Bythotrephes brevimanus (Onychopoda: Cercopagidae) из пресных вод Западной Пруссии.